# Nalbari
Nalbari ist eine Stadt im indischen Bundesstaat Assam.
Die Stadt ist Hauptort des Distrikts Nalbari. Nalbari hat den Status eines Municipal Boards. Die Stadt ist in 12 Wards gegliedert. Sie hatte am Stichtag der Volkszählung 2011 27.839 Einwohner, von denen 14.425 Männer und 13.414 Frauen waren. Hindus bilden mit einem Anteil von über 68 % die Mehrheit der Bevölkerung in der Stadt. Muslime bilden eine Minderheit von über 27 %. Die Alphabetisierungsrate lag 2011 bei 90,2 % und damit deutlich über dem nationalen Durchschnitt. 10,0 % gehören den Scheduled Tribes an.
Der Bahnhof Nalbari ist Teil der Northeast Frontier Railway zone der Indian Railways.